# Elbinseln Pillnitz und Gauernitz
Die Elbinseln Pillnitz und Gauernitz bilden ein Naturschutzgebiet (NSG) im Landkreis Meißen und in Dresden. Das 23,5 ha große Gebiet mit der NSG-Nr. D 35 setzt sich zusammen aus der Pillnitzer Elbinsel und der Gauernitzer Elbinsel.
Das Naturschutzgebiet wurde durch eine Verordnung des Regierungspräsidiums Dresden vom 4. Januar 2006 (SächsABl. S. 121) festgesetzt.
Das Naturschutzgebiet ist Bestandteil des FFH-Gebietes Nr. 4545-301 „Elbtal zwischen Schöna und Mühlberg“ und des Europäischen Vogelschutzgebietes Nr. 4545-452 „Elbtal zwischen Schöna und Mühlberg“. Des Weiteren ist die Pillnitzer Elbinsel Teil des Landschaftsschutzgebietes „Dresdner Elbwiesen und -altarme“ und die Gauernitzer Elbinsel Teil des Landschaftsschutzgebietes „Elbtal zwischen Dresden und Meißen mit linkselbischen Tälern und Spaargebirge“.

## Beschreibung
Das Naturschutzgebiet umfasst die letzten beiden sächsischen Elbinseln, welche nach dem Ausbau der Elbe im 19. Jahrhundert noch vorhanden sind. Sie sind wegen ihrer Seltenheit und Eigenart im Bereich der Oberelbe und im Sinne eines nachhaltigen Biotop- und Artenschutzes zu erhalten und zu entwickeln.
Der Schutzzweck besteht insbesondere in der Erhaltung der Inseln in ihrem Relief und der vorhandenen Auenböden sowie einem möglichst hohen Anteil an unbefestigten Uferbereichen und Flachwasserzonen. Weiterhin ist der Schutz und die Erhaltung der vorhandenen, gebietseigenen Lebensraumtypen nach der FFH-Richtlinie angestrebt. Dies betrifft im Einzelnen Erlen- und Eschenwälder, Weichholzauwälder, Eichen-Ulmen-Eschen-Auenwälder, feuchte Hochstaudenfluren und einjährige Pioniervegetation schlammiger Flussufer. Zu den gebietseigenen Tierpopulationen gehören u. a. Biber, Fischotter, Fledermausarten, Rapfen, Weißflossen-Gründling, Lachs, Eremit, Grüne Keiljungfer und Asiatische Keiljungfer.
Weiterhin sind die Vermehrungshabitate und die Ruhe-, Rast- und Schlafstätten vom Aussterben bedrohter und störungsanfälliger Tierarten geschützt. Dies umfasst folgende Tierarten: Seefrosch, Graureiher, Gänsesäger, Zwergsäger, Fischadler, Wespenbussard, Flussuferläufer, Schwarzspecht, Eisvogel und Saatkrähe.